# Sammy Sosa
Samuel Peralta Sosa detto Sammy (San Pedro de Macorís, 12 novembre 1968) è un ex giocatore di baseball dominicano.

## Carriera
Sosa cominciò la sua carriera nei Texas Rangers nel 1989. Dopo aver passato un anno nei Chicago White Sox, divenne un membro dei Chicago Cubs, dove nel 1992 divenne uno dei migliori battitori. Sosa terminò la sua carriera passando dai Baltimore Orioles ai Texas Rangers, la squadra del suo debutto. Con i Rangers, Sosa fece il suo seicentesimo fuoricampo.
Nel 2001 compare in un cameo nel film Hardball.